# 702
سنة 702 م كانت سنة بسيطة تبدأ يوم الأحد (الرابط يظهر نموذج التقويم الكامل للسنة) من التقويم اليولياني. بدأت تسمية السنة ب702 منذ العصور الوسطى المبكرة، عندما أصبح تقويم أنو دوميني هو الأسلوب السائد في أوروبا لتسمية السنوات.

## مواليد
- جعفر الصادق إمام من أئمة آل البيت.

## وفيات
- الحريش بن هلال
- المهلب بن أبي صفرة والي من ولاة الأمويين على خراسان